# 西田辺駅
西田辺駅（にしたなべえき）は、大阪府大阪市阿倍野区西田辺町一丁目にある、大阪市高速電気軌道 (Osaka Metro) 御堂筋線の駅。駅番号はM25。

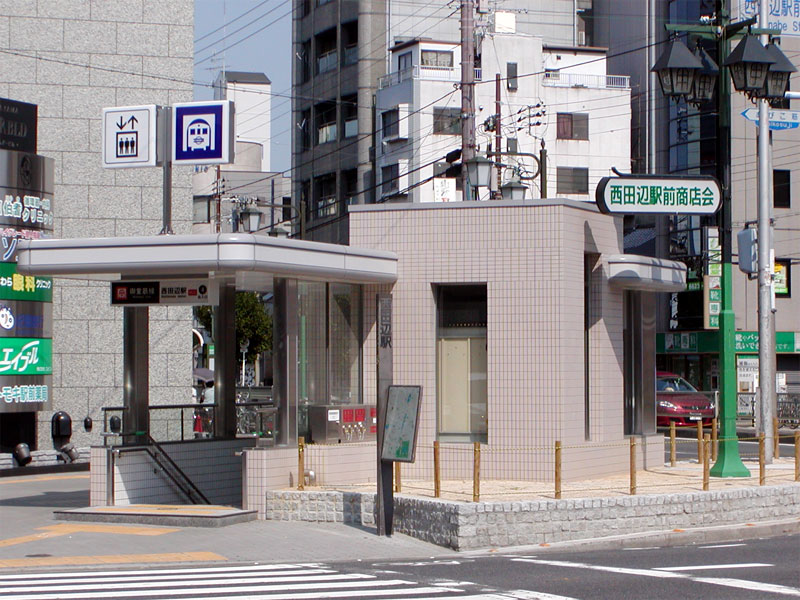
4号出入口（大阪市営地下鉄時代）

## 歴史
- 1952年（昭和27年）10月5日：1号線（現在の御堂筋線）の昭和町 - 西田辺間延伸時に開業。開業当初は終着駅であった。
- 1960年（昭和35年）7月1日：1号線が当駅から我孫子まで延伸[1]。途中駅となる。
- 2018年（平成30年）4月1日：大阪市交通局の民営化により、大阪市高速電気軌道 (Osaka Metro) の駅となる。
- 2021年（令和3年）5月29日：可動式ホーム柵の使用を開始[2]。

## 駅構造
相対式ホーム2面2線を有する地下駅である。改札口は両ホームの中程にあり、ホームを相互に結ぶ通路は当初はなく、駅員用の通路が線路を横切っていたが、その後、天王寺寄りに連絡通路が設けられた。駅の南で、かつての車両基地を転用した保線基地への線路が分岐する。また、北側には渡り線がある。
当駅は、天王寺管区駅に所属しており、昭和町駅の被管理駅である。
地上からホームまではかなり浅く、1.6 mほどしかない。

### のりば
| 番線 | 路線     | 行先                               |
| ---- | -------- | ---------------------------------- |
| 1    | 御堂筋線 | あびこ・なかもず方面               |
| 2    | 御堂筋線 | なんば・梅田・新大阪・箕面萱野方面 |

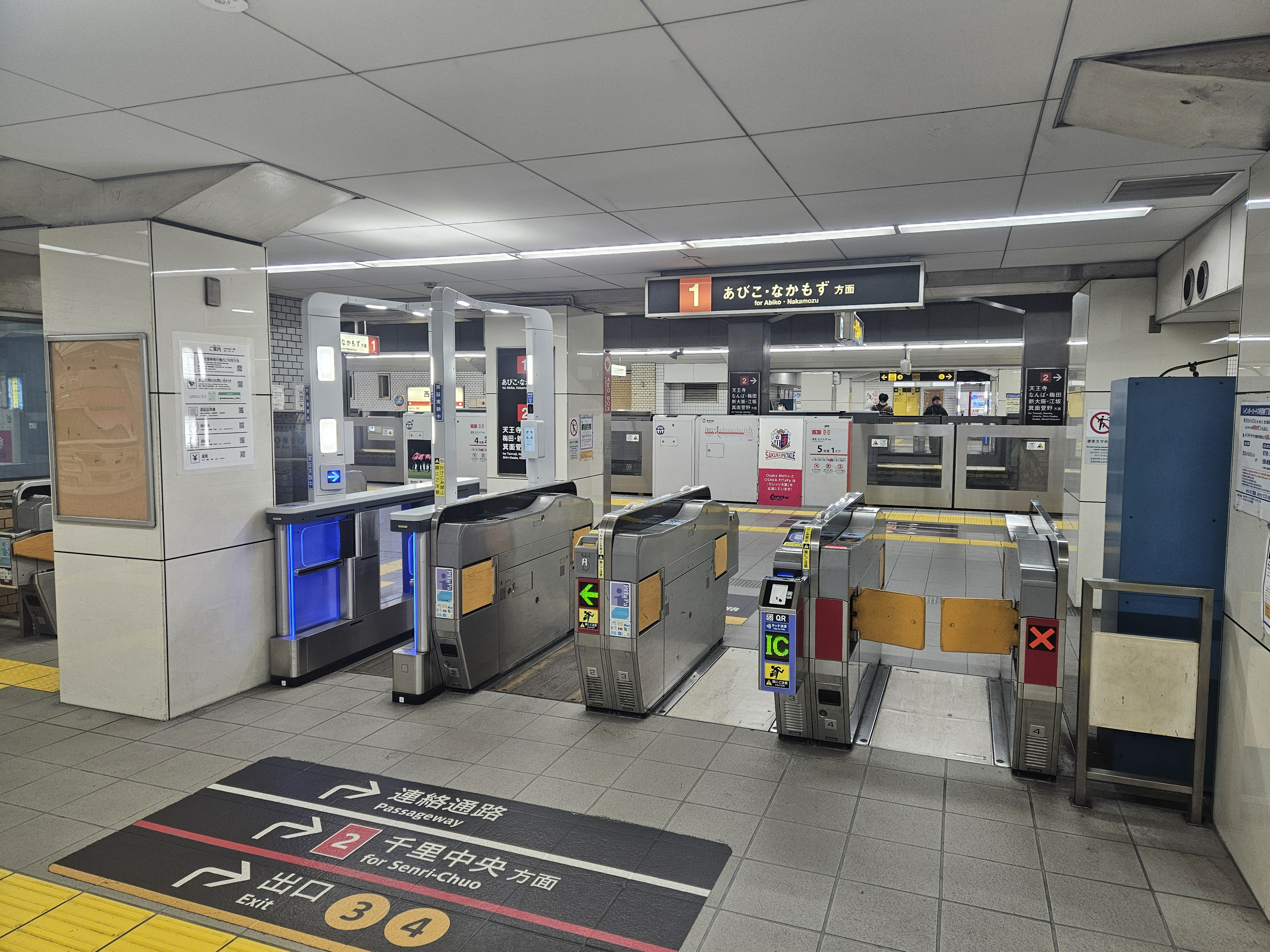
なかもず方面行きホームの改札口（2025年2月）
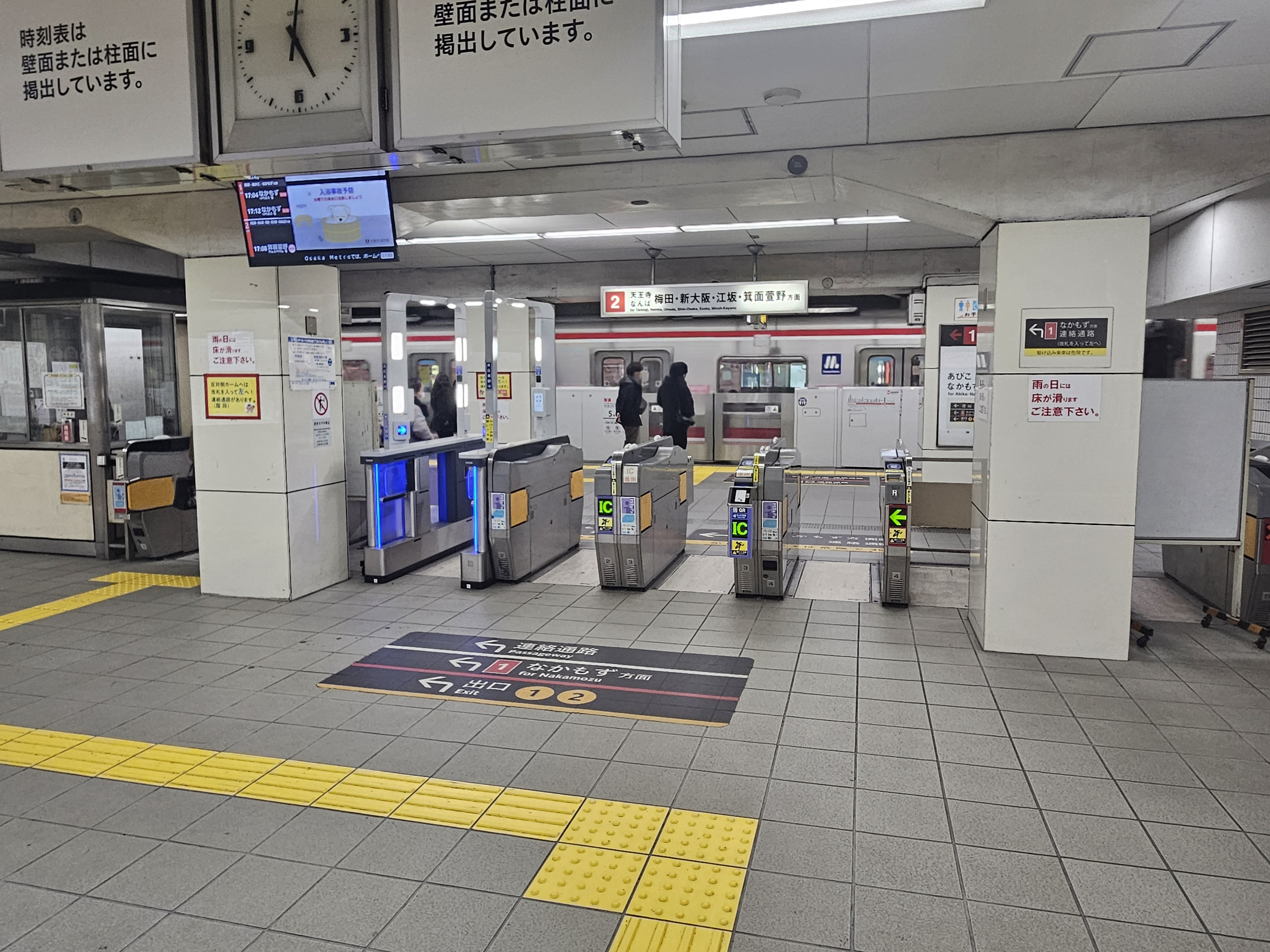
箕面萱野方面行きホームの改札口（2025年2月）
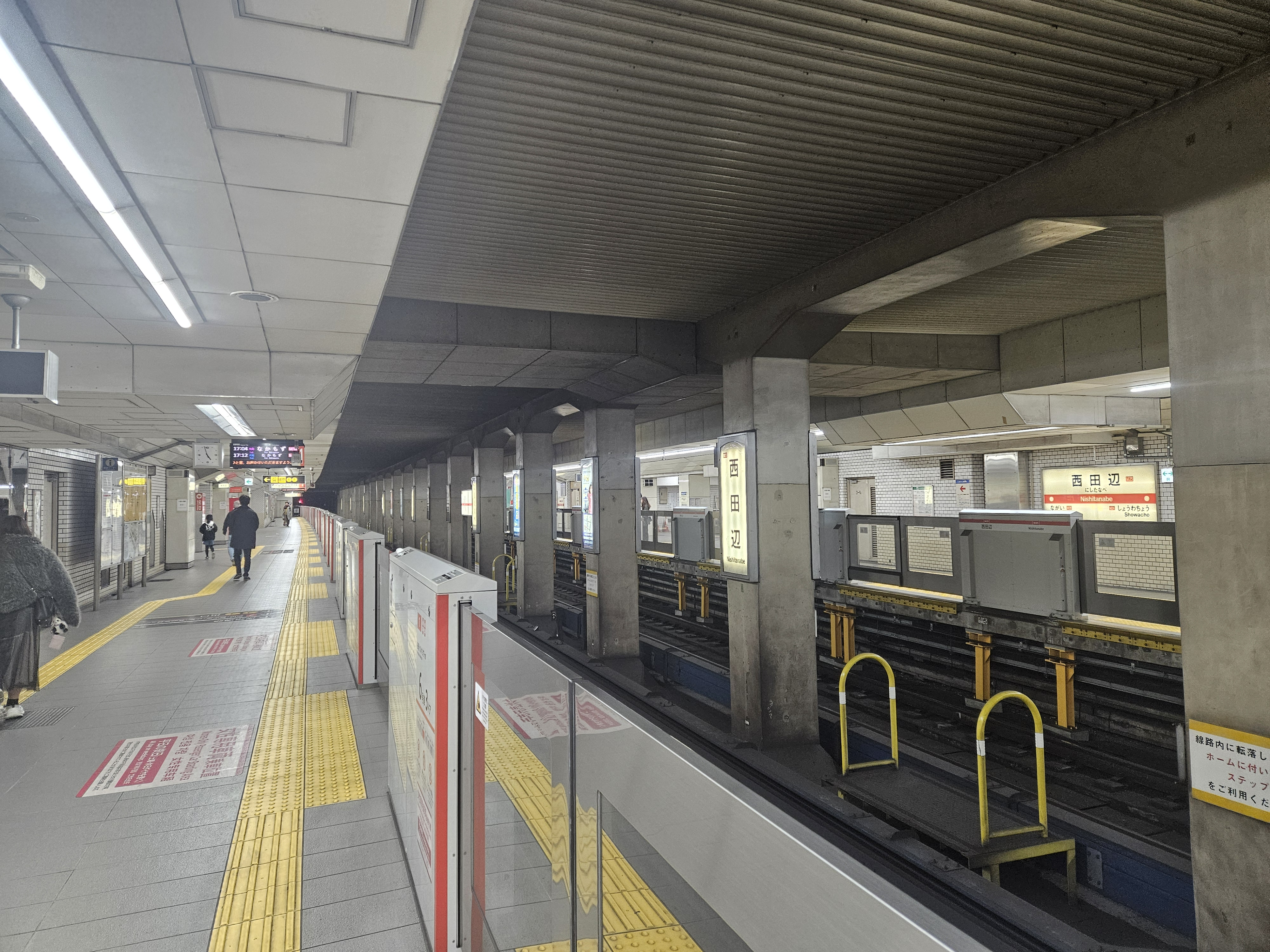
プラットホーム（2025年2月）

### 出口
| 出口番号 | 出口周辺                                                  | 接続改札 | 最寄りの番線 | 備考             |
| -------- | --------------------------------------------------------- | -------- | ------------ | ---------------- |
| 1        | 東住吉区役所・東住吉警察署 東住吉保健所・シティバスのりば | 東改札   | 1            |                  |
| 2        |                                                           | 東改札   | 1            | エレベーターあり |
| 3        |                                                           | 西改札   | 2            |                  |
| 4        | シティバスのりば                                          | 西改札   | 2            | エレベーターあり |

## 利用状況
2024年11月12日の1日乗降人員は23,305人（乗車人員：11,843人、降車人員：11,462人）であり、御堂筋線の駅では20駅中19位（新金岡駅に次いで乗降人員が少ない）。
シャープが堺市に本社を移転した影響で、2016年以降は利用者数が急減して隣の昭和町駅を下回った。御堂筋線の大阪市内の駅では最も乗降人員が少ない。
各年度の特定日利用状況は下表のとおり。なお1969・1995年度の記録については、それぞれ1970・1996年に行われた調査であるが会計年度上1969・1995年度となる。
| 年度               | 調査日   | 乗車人員 | 降車人員 | 乗降人員 | 出典          | 出典          |
| 年度               | 調査日   | 乗車人員 | 降車人員 | 乗降人員 | メトロ        | 大阪府        |
| ------------------ | -------- | -------- | -------- | -------- | ------------- | ------------- |
| 1966年（昭和41年） | 11月08日 | 21,680   | 20,719   | 42,399   |               | [ 大阪府 1 ]  |
| 1967年（昭和42年） | 11月14日 | 21,359   | 20,690   | 42,049   |               | [ 大阪府 2 ]  |
| 1968年（昭和43年） | 11月12日 | 22,537   | 20,956   | 43,493   |               | [ 大阪府 3 ]  |
| 1969年（昭和44年） | 01月27日 | 21,488   | 21,402   | 42,890   |               | [ 大阪府 4 ]  |
| 1970年（昭和45年） | 11月06日 | 21,138   | 21,251   | 42,389   |               | [ 大阪府 5 ]  |
| 1972年（昭和47年） | 11月14日 | 20,711   | 20,122   | 42,389   |               | [ 大阪府 6 ]  |
| 1975年（昭和50年） | 11月07日 | 17,098   | 16,353   | 40,833   |               | [ 大阪府 7 ]  |
| 1977年（昭和52年） | 11月18日 | 16,735   | 16,189   | 32,924   |               | [ 大阪府 8 ]  |
| 1981年（昭和56年） | 11月10日 | 16,261   | 15,808   | 32,069   |               | [ 大阪府 9 ]  |
| 1985年（昭和60年） | 11月12日 | 14,980   | 14,948   | 29,928   |               | [ 大阪府 10 ] |
| 1987年（昭和62年） | 11月10日 | 16,875   | 15,952   | 32,827   |               | [ 大阪府 11 ] |
| 1990年（平成02年） | 11月06日 | 15,364   | 14,810   | 30,174   |               | [ 大阪府 12 ] |
| 1995年（平成07年） | 02月15日 | 13,030   | 12,352   | 25,382   |               | [ 大阪府 13 ] |
| 1998年（平成10年） | 11月10日 | 13,819   | 13,003   | 26,822   |               | [ 大阪府 14 ] |
| 2007年（平成19年） | 11月13日 | 13,769   | 13,348   | 27,117   |               | [ 大阪府 15 ] |
| 2008年（平成20年） | 11月11日 | 13,736   | 13,210   | 26,946   |               | [ 大阪府 16 ] |
| 2009年（平成21年） | 11月10日 | 13,146   | 12,580   | 25,726   |               | [ 大阪府 17 ] |
| 2010年（平成22年） | 11月09日 | 12,841   | 12,513   | 25,354   |               | [ 大阪府 18 ] |
| 2011年（平成23年） | 11月08日 | 12,935   | 12,523   | 25,458   |               | [ 大阪府 19 ] |
| 2012年（平成24年） | 11月13日 | 12,663   | 12,194   | 24,857   |               | [ 大阪府 20 ] |
| 2013年（平成25年） | 11月19日 | 12,686   | 12,393   | 25,079   | [ メトロ 1 ]  | [ 大阪府 21 ] |
| 2014年（平成26年） | 11月11日 | 13,052   | 12,791   | 25,843   | [ メトロ 2 ]  | [ 大阪府 22 ] |
| 2015年（平成27年） | 11月17日 | 13,424   | 12,762   | 26,186   | [ メトロ 3 ]  | [ 大阪府 23 ] |
| 2016年（平成28年） | 11月08日 | 11,332   | 10,896   | 22,228   | [ メトロ 4 ]  | [ 大阪府 24 ] |
| 2017年（平成29年） | 11月14日 | 11,515   | 11,116   | 22,631   | [ メトロ 5 ]  | [ 大阪府 25 ] |
| 2018年（平成30年） | 11月13日 | 11,942   | 11,475   | 23,417   | [ メトロ 6 ]  | [ 大阪府 26 ] |
| 2019年（令和元年） | 11月12日 | 12,298   | 11,823   | 24,121   | [ メトロ 7 ]  | [ 大阪府 27 ] |
| 2020年（令和02年） | 11月10日 | 10,650   | 10,304   | 20,954   | [ メトロ 8 ]  | [ 大阪府 28 ] |
| 2021年（令和03年） | 11月16日 | 10,614   | 10,204   | 20,818   | [ メトロ 9 ]  | [ 大阪府 29 ] |
| 2022年（令和04年） | 11月15日 | 10,820   | 10,444   | 21,264   | [ メトロ 10 ] | [ 大阪府 30 ] |
| 2023年（令和05年） | 11月07日 | 11,227   | 10,786   | 22,013   | [ メトロ 11 ] | [ 大阪府 31 ] |
| 2024年（令和06年） | 11月12日 | 11,843   | 11,462   | 23,305   | [ メトロ 12 ] |               |

## 駅周辺
- 長池公園
- ライフ西田辺店
- 大阪市阿倍野消防署阪南出張所
- 阿倍野阪南郵便局
- 大阪市立長池小学校
- 大阪市立阪南小学校
- 学校法人長池幼稚園
- 社会福祉法人育徳園
- 三菱UFJ銀行北畠支店（1979年の三菱銀行人質事件の現場）
- 三井住友銀行西田辺支店
- JR西日本阪和線鶴ケ丘駅
- ニトリ西田辺店（シャープ旧本社跡）

## バス路線
最寄停留所は地下鉄西田辺、地下鉄西田辺駅前となる。以下の路線が乗り入れ、大阪シティバスおよび北港観光バスにより運行されている。
地下鉄西田辺
- 大阪シティバス
  - 3号系統：出戸バスターミナル行 / 地下鉄住之江公園行
  - 54A号系統：住吉車庫前行
  - 54B号系統・54D号系統：鷹合団地前行

地下鉄西田辺駅前
- 北港観光バス
  - 西田辺瓜破西線：瓜破西行

## 隣の駅
大阪市高速電気軌道 (Osaka Metro)
 御堂筋線
昭和町駅 (M24) - 西田辺駅 (M25) - 長居駅 (M26)
- ( ) 内は駅番号を示す。

### 記事本文

### 利用状況
1. ↑  路線別駅別乗降人員 - 大阪市高速電気軌道
2. ↑  大阪府統計年鑑 - 大阪府
3. ↑  大阪市統計書 - 大阪市

#### 大阪市高速電気軌道
1. ↑  路線別乗降人員 （2013年11月19日（火）交通調査） (PDF)
2. ↑  路線別乗降人員 （2014年11月11日（火）交通調査） (PDF)
3. ↑  路線別乗降人員 （2015年11月17日（火）交通調査） (PDF)
4. ↑  路線別乗降人員 （2016年11月8日（火）交通調査） (PDF)
5. ↑  路線別乗降人員 （2017年11月14日（火）交通調査） (PDF)
6. ↑  路線別乗降人員 （2018年11月13日（火）交通調査） (PDF)
7. ↑  路線別乗降人員 （2019年11月12日（火）交通調査） (PDF)
8. ↑  路線別乗降人員 （2020年11月10日（火）交通調査） (PDF)
9. ↑  路線別乗降人員 （2021年11月16日（火）交通調査） (PDF)
10. ↑  路線別乗降人員 （2022年11月15日（火）交通調査） (PDF)
11. ↑  路線別乗降人員 （2023年11月7日（火）交通調査） (PDF)
12. ↑  路線別乗降人員 （2024年11月12日（火）交通調査） (PDF)

#### 大阪府統計年鑑
1. ↑  大阪府統計年鑑（昭和42年） (PDF)
2. ↑  大阪府統計年鑑（昭和43年） (PDF)
3. ↑  大阪府統計年鑑（昭和44年） (PDF)
4. ↑  大阪府統計年鑑（昭和45年） (PDF)
5. ↑  大阪府統計年鑑（昭和46年） (PDF)
6. ↑  大阪府統計年鑑（昭和48年） (PDF)
7. ↑  大阪府統計年鑑（昭和51年） (PDF)
8. ↑  大阪府統計年鑑（昭和53年） (PDF)
9. ↑  大阪府統計年鑑（昭和57年） (PDF)
10. ↑  大阪府統計年鑑（昭和61年） (PDF)
11. ↑  大阪府統計年鑑（昭和63年） (PDF)
12. ↑  大阪府統計年鑑（平成3年） (PDF)
13. ↑  大阪府統計年鑑（平成8年） (PDF)
14. ↑  大阪府統計年鑑（平成11年） (PDF)
15. ↑  大阪府統計年鑑（平成20年） (PDF)
16. ↑  大阪府統計年鑑（平成21年） (PDF)
17. ↑  大阪府統計年鑑（平成22年） (PDF)
18. ↑  大阪府統計年鑑（平成23年） (PDF)
19. ↑  大阪府統計年鑑（平成24年） (PDF)
20. ↑  大阪府統計年鑑（平成25年） (PDF)
21. ↑  大阪府統計年鑑（平成26年） (PDF)
22. ↑  大阪府統計年鑑（平成27年） (PDF)
23. ↑  大阪府統計年鑑（平成28年） (PDF)
24. ↑  大阪府統計年鑑（平成29年） (PDF)
25. ↑  大阪府統計年鑑（平成30年） (PDF)
26. ↑  大阪府統計年鑑（令和元年） (PDF)
27. ↑  大阪府統計年鑑（令和2年） (PDF)
28. ↑  大阪府統計年鑑（令和3年） (PDF)
29. ↑  大阪府統計年鑑（令和4年） (PDF)
30. ↑  大阪府統計年鑑（令和5年） (PDF)
31. ↑  大阪府統計年鑑（令和6年） (PDF)